# (3568) ASCII
(3568) ASCII (англ. 3568 ASCII, ранее 1936 UB) — тёмный астероид во внешней части пояса астероидов, диаметром около 24 км. Открыт 17 октября 1936 года французским астрономом Маргаритой Ложье в обсерватории Ниццы на юго-западе Франции. В 1988 году этот астероид класса D был назван в честь кодировки ASCII и японского компьютерного журнала с тем же названием.

## Орбита и классификация
ASCII принадлежит поясу астероидов, но не входит в состав какого-либо семейства. Обращается вокруг Солнца в щели Кирквуда на расстоянии 2,4-3,9 а. е. с периодом 5 лет 7 месяцев (2044 дней; большая полуось 3,15 а. е.). Эксцентриситет орбиты равен 0,24, наклон относительно плоскости эклиптики составляет 19°.
Дуга наблюдения начинается с наблюдения астероида как объекта 1975 WZ1 в обсерватории Карла Шварцшильда в ноябре 1975 за 39 лет до официального открытия.

## Физические характеристики
ASCII обладает абсолютной звёздной величиной 11,8. На основе данных Каталога движущихся объектов (англ. Moving Object Catalog) Слоановского обзора неба астероид принадлежит спектральному классу D, такие тёмные астероиды чаще всего обнаруживают во внешней части пояса астероидов и в области троянских астероидов Юпитера. По состоянию на 2018 год из фотометрических наблюдений не было получено кривой блеска. Период вращения, положение полюсов и форма астероида остаются неизвестными.

### Диаметр и альбедо
Согласно обзору, проведённому в рамках миссии NEOWISE на телескопе Wide-field Infrared Survey Explorer, ASCII обладает диаметром 23,752 км, поверхность обладает альбедо 0,045.

## Название
Малая планета названа в честь кодировки American Standard Code for Information Interchange, ASCII, и названия крупного японского журнала. Название предложил Сюити Накано, идентифицировавший астероид при работе в Смитсоновской астрофизической обсерватории; сотрудничество поддерживалось в том числе статьями, которые Накано писал в японский журнал ASCII. Официально название было опубликовано Центром малых планет 2 апреля 1988 года (M.P.C. 12973).